# Fluoreszenzspektroskopie

Fluoreszenzspektrum von Chinin mit deutlich sichtbarem Stokes-Shift

Die Fluoreszenzspektroskopie (nach Ph. Eur. Fluorimetrie) ist ein Spektroskopieverfahren der Analytischen Chemie. Sie nutzt Fluoreszenz-Phänomene zur qualitativen und quantitativen Analyse von Substanzen.

## Physikalische Grundlagen
Als Fluoreszenz bezeichnet man die Licht-Emission nach vorheriger Absorption eines Lichtquants, wenn die Abklingdauer der Strahlung sehr kurz ist (d. h. die Lebensdauer des angeregten Zustands liegt in der Größenordnung 1–100 Nanosekunden). Nach folgender Gleichung ist die Intensität der Fluoreszenz-Strahlung direkt proportional zur Intensität der Anregungsstrahlung.
{\displaystyle F=2{,}3\cdot Q_{\mathrm {F} }\cdot I_{0}\cdot \varepsilon \cdot c\cdot d}
mit
{\displaystyle F}: „Intensität“ der Fluoreszenzstrahlung (emittierte Photonen pro Zeit und Fläche)
{\displaystyle Q_{\mathrm {F} }}: Fluoreszenz-Quantenausbeute (= Anzahl der emittierten Photonen / Anzahl der absorbierten Photonen)
{\displaystyle I_{\mathrm {0} }}: „Intensität“ der Anregungsstrahlung (eingestrahlte Photonen pro Zeit und Fläche)
{\displaystyle \varepsilon }: molarer dekadischer Extinktionskoeffizient
{\displaystyle c}: Konzentration
{\displaystyle d}: Schichtdicke der Küvette
Diese Formel ist nur gültig für schwache Absorption, d. h. {\displaystyle 1-10^{-\varepsilon \cdot c\cdot d}\ll 1}, so dass

(1) die emittierten Photonen nur zu einem vernachlässigbaren Bruchteil wieder absorbiert werden

(2) für den Bruchteil der absorbierten Photonen gilt: {\displaystyle 1-10^{-\varepsilon \cdot c\cdot d}=1-e^{-\ln 10\cdot \varepsilon \cdot c\cdot d}\approx \ln 10\cdot \varepsilon \cdot c\cdot d\approx 2{,}30\cdot \varepsilon \cdot c\cdot d}
Die Anregung braucht mehr Energie, daher sind die Fluoreszenzspektren zu längeren Wellenlängen verschoben (Stokes-Shift). Moleküle, die passend auseinander liegende Schwingungsniveaus besitzen, können bei hinreichender Nähe die Energie strahlungsfrei übernehmen und damit zur Fluoreszenzlöschung (Quenching) führen. Um diese Effekte zu berücksichtigen, kann mit einer Standardaddition gearbeitet werden.

## Geräteaufbau

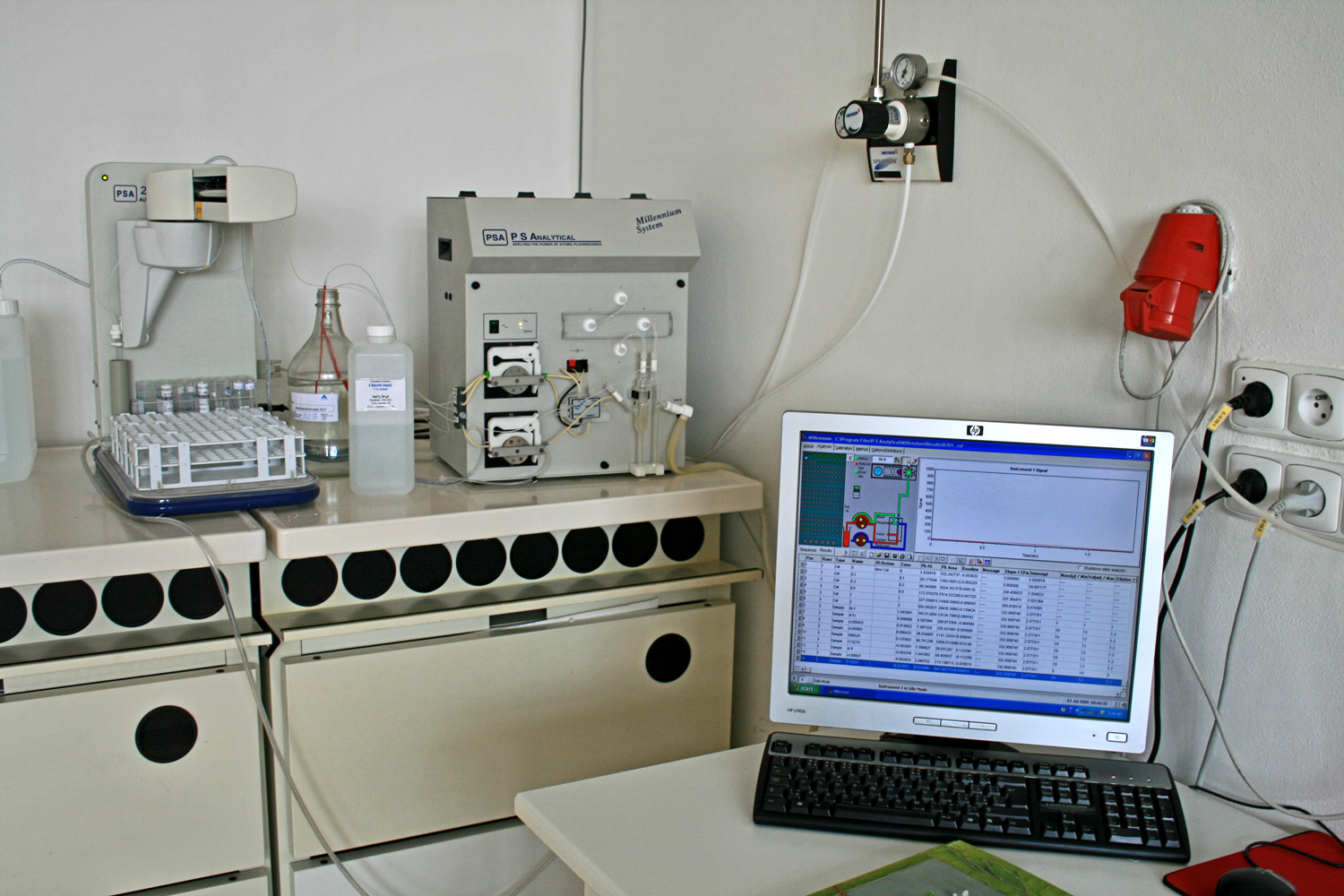
Fluorimeter mit Autosampler und Auswertecomputer zur Bestimmung von Quecksilber

Der Aufbau eines Fluorimeters ist ähnlich dem eines Photometers, wobei jedoch die Fluoreszenz mit bestimmter Emissionswellenlänge ({\displaystyle \lambda _{\mathrm {em} }}) stets im Winkel von 90° gemessen wird, um die Anregungsstrahlung ({\displaystyle \lambda _{\mathrm {ex} }}) nicht mit zu erfassen. Im Unterschied zur Photometrie wird hierbei die Strahlungsintensität der Emission senkrecht zur Richtung der Anregungsstrahlen gemessen. Dem Fluorimeter ist ein Emissionsmonochromator vorgeschaltet, um Reste des Anregungslichtes (Streulicht) zu entfernen. Als Lichtquelle verwendet man meist Hochdruck-Gasentladungslampen. Seit den 1970er Jahren werden vermehrt auch Laserstrahlen verwendet.